# Pyrosoma
Genre
Synonymes
- Dipleurosoma Brooks, 1906[2]

Pyrosoma est un genre de pyrosomes (tunicers pélagiques) de la famille des Pyrosomatidae.

## Liste d'espèces
Selon World Register of Marine Species (10 novembre 2019) :
- Pyrosoma aherniosum Seeliger, 1895
- Pyrosoma atlanticum Péron, 1804
- Pyrosoma godeauxi van Soest, 1981
- Pyrosoma ovatum Neumann, 1909

## Étymologie
Le genre Pyrosoma vient des mots grecs pyros (« feu ») et soma (« corps ») et fait référence aux capacités de bioluminescence de ces espèces.

## Publication originale
- François Péron, « Mémoire sur le nouveau genre Pyrosoma », Annales du Muséum d'Histoire Naturelle, Paris, Inconnu, vol. 4,‎ 1804, p. 437-446 (OCLC 1696489, lire en ligne).